# ثقافة آسيا

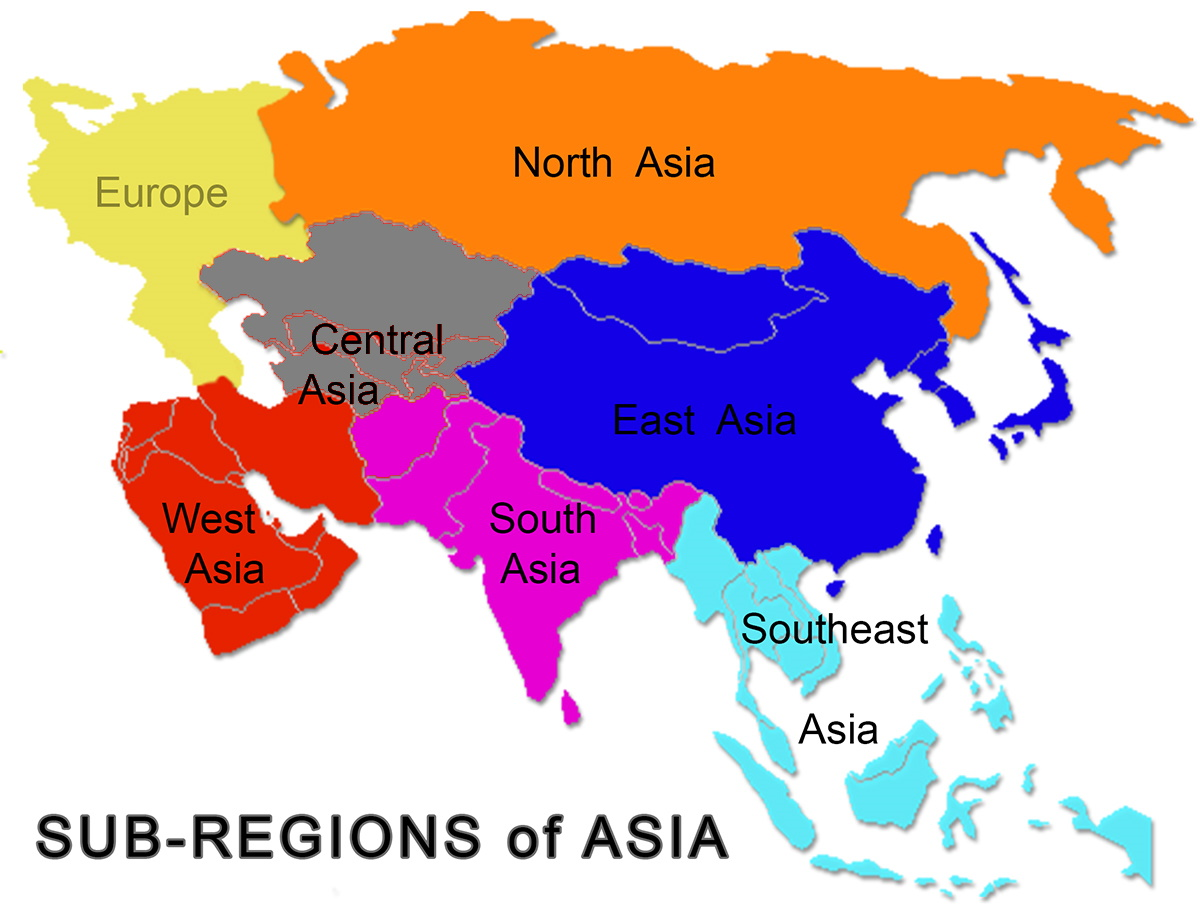
المناطق دون الإقليمية في آسيا.

تشمل ثقافة آسيا العادات والتقاليد الجماعية والمتنوعة للفن والهندسة المعمارية والموسيقى والأدب ونمط الحياة والفلسفة والسياسة والدين التي مارستها وتمارسها المجموعات العرقية العديدة في قارة آسيا منذ عصور ما قبل التاريخ. يعد تحديد ثقافة معينة في آسيا أو عناصر عالمية من بين التنوع الهائل الذي انبثق من مجالات ثقافية متعددة وثلاث من حضارات وادي النيل الأربع القديمة أمرًا معقدًا. ومع ذلك، تنقسم القارة عمومًا إلى ستة مناطق جغرافية فرعية، تتميز بوجود قواسم مشتركة يمكن إدراكها، مثل الدين واللغة والتجانس العرقي النسبي. هذه المناطق هي آسيا الوسطى وشرق آسيا وشمال آسيا وجنوب آسيا وجنوب شرق آسيا وغرب آسيا.
باعتبارها أكبر قارة وأكثرها اكتظاظاً بالسكان وبأنها غنية بالموارد، تعد آسيا موطنا للعديد من أقدم الحضارات في العالم، والتي أنتجت غالبية الأنظمة الدينية العظيمة، وأقدم الأساطير والكودات المسجلة المعروفة عن الأخلاق والأخلاقيات.
ومع ذلك، يفصل حجم آسيا الهائل بين الحضارات المختلفة مسافات كبيرة وبيئات معادية، مثل الصحاري وسلاسل الجبال. ومع ذلك، من خلال تحدي هذه المسافات والتغلب عليها، تطورت التجارة تدريجياً. حيث كانت التجارة بين الأقاليم هي القوة الدافعة والمتماسكة، التي انتشرت بها العناصر والأفكار الثقافية إلى مختلف المناطق الفرعية عبر شبكة الطرق الواسعة والعديد من الطرق البحرية.

## مراكز ثقافية متعددة
تتوافق مختلف المجالات الثقافية والدينية الحديثة في آسيا مع المراكز الرئيسية للحضارة.
لغرب آسيا (أو جنوب غرب آسيا كما يصفها إيان موريسون، أو يشار إليها أحيانًا بالشرق الأوسط) جذورها الثقافية في الحضارات الرائدة في الهلال الخصيب وبلاد ما بين النهرين، التي ولدت الإمبراطوريات الفارسية والعربية والعثمانية، وكذلك الإبراهيمية الديانات اليهودية والإسلام في وقت لاحق. وفقًا لموريسون، في كتابه "لماذا يحكم الغرب - حتى الآن، فإن هذه الحضارات الأصلية لجبال هيلي هي حتى الآن (بالأدلة الأثرية) الأقدم (أول دليل على الزراعة عام 2000 ق.م.). تعتبر أعمدة هيلي مسقط رأس تعريفه للغرب (الذي يجمع الشرق الأوسط مع أوروبا). حسب تعريفه، فإن هذا سيجعل آسيا أصل الثقافة الغربية. لا يتفق الجميع معه.
تنبع جنوب آسيا والهند والمحيط الحيوي من حضارة وادي السند.
تطور المجال الثقافي لشرق آسيا من حضارة النهر الأصفر. بسبب موجات الهجرة في جنوب شرق آسيا من المجموعات العرقية الأكثر تنوعًا حديثة العهد نسبيًا. ويؤدي التفاعل التجاري مع جنوب آسيا في النهاية إلى تبني ثقافة من الهند والصين (بما في ذلك الهندوسية والبوذية والكونفوشيوسية والداوية). استوعبت المنطقة فيما بعد التأثيرات من الإسلام أيضًا، وأصبح الملايو في الوقت الحالي أكبر عدد من السكان المسلمين في العالم. ثبت أن المناخ القاسي والتربة غير المواتية في شمال آسيا (والمعروف باسم سيبيريا) غير مناسبين لدعم المستوطنات الحضرية الكبيرة بشكل دائم ولا يسمح إلا بوجود سكان رعويين ورحالة، منتشرين في مناطق واسعة. ومع ذلك، فإن التقاليد الدينية والروحية لشمال آسيا قد انتشرت في نهاية المطاف إلى أنظمة أكثر شمولية مثل البوذية التبتية التي طورت خصائصها الفريدة (مثل البوذية المنغولية). لهذه الأسباب، أصبح من غير التقليدي فصلها عن بقية ثقافات شرق آسيا.

## معرض صور

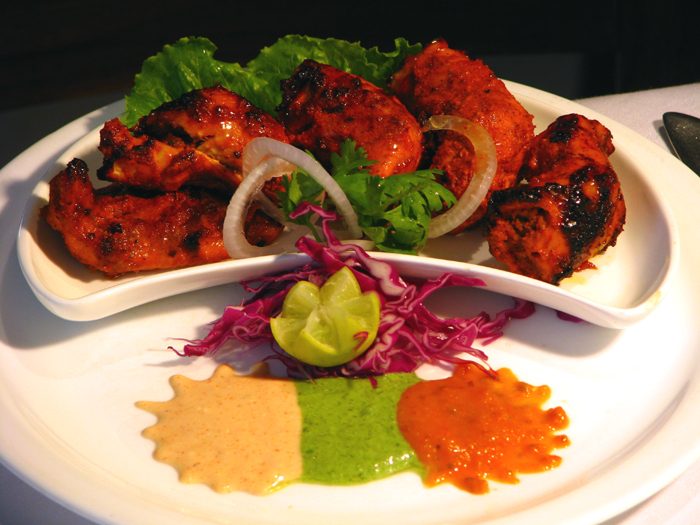
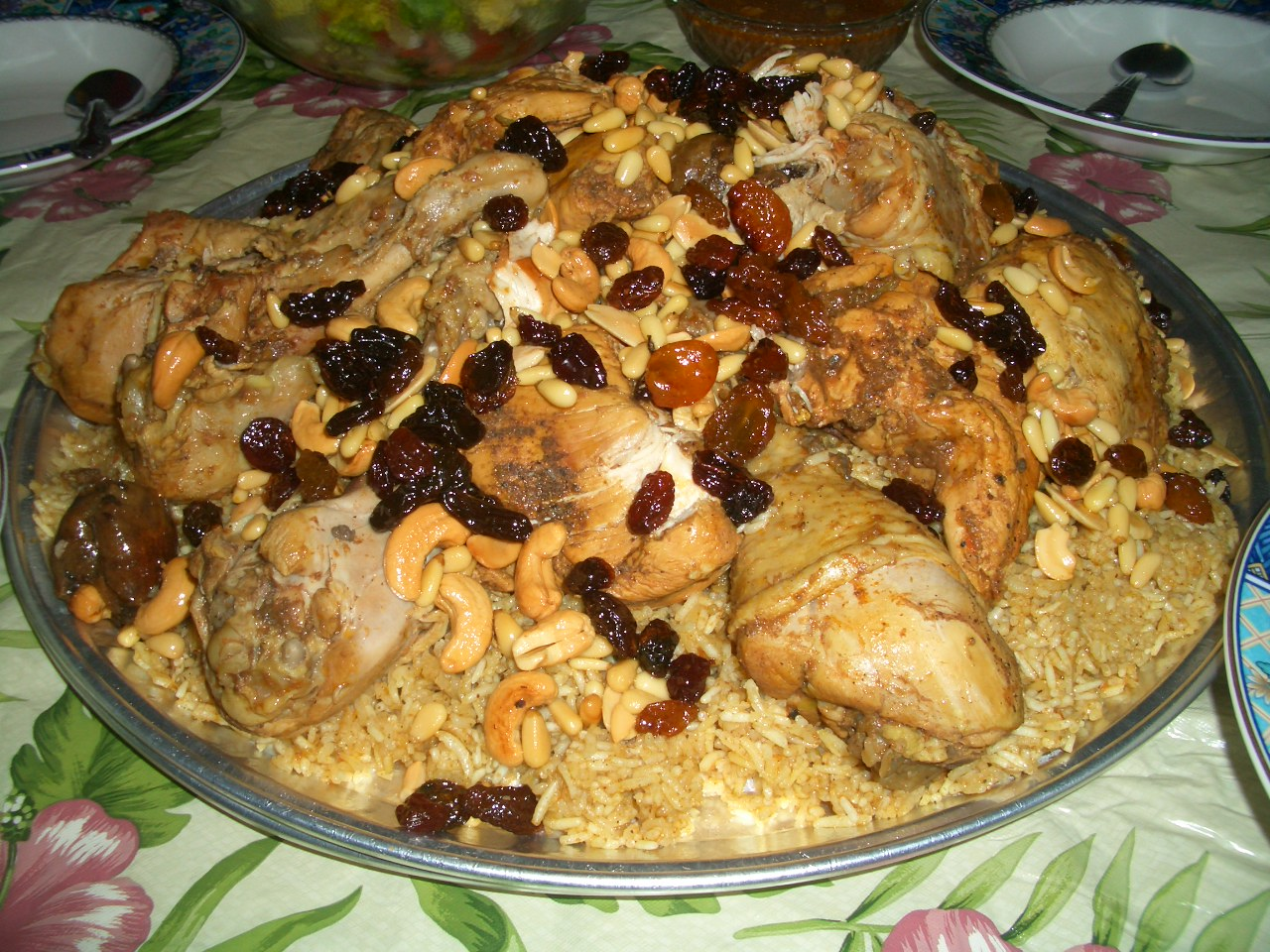
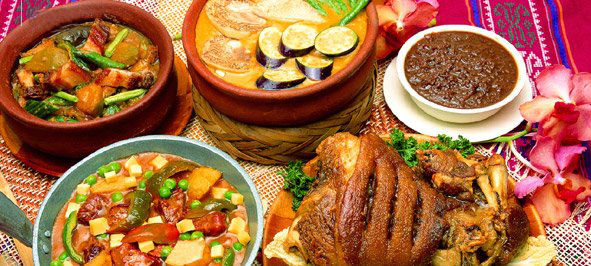